# Maserati 3500 GT

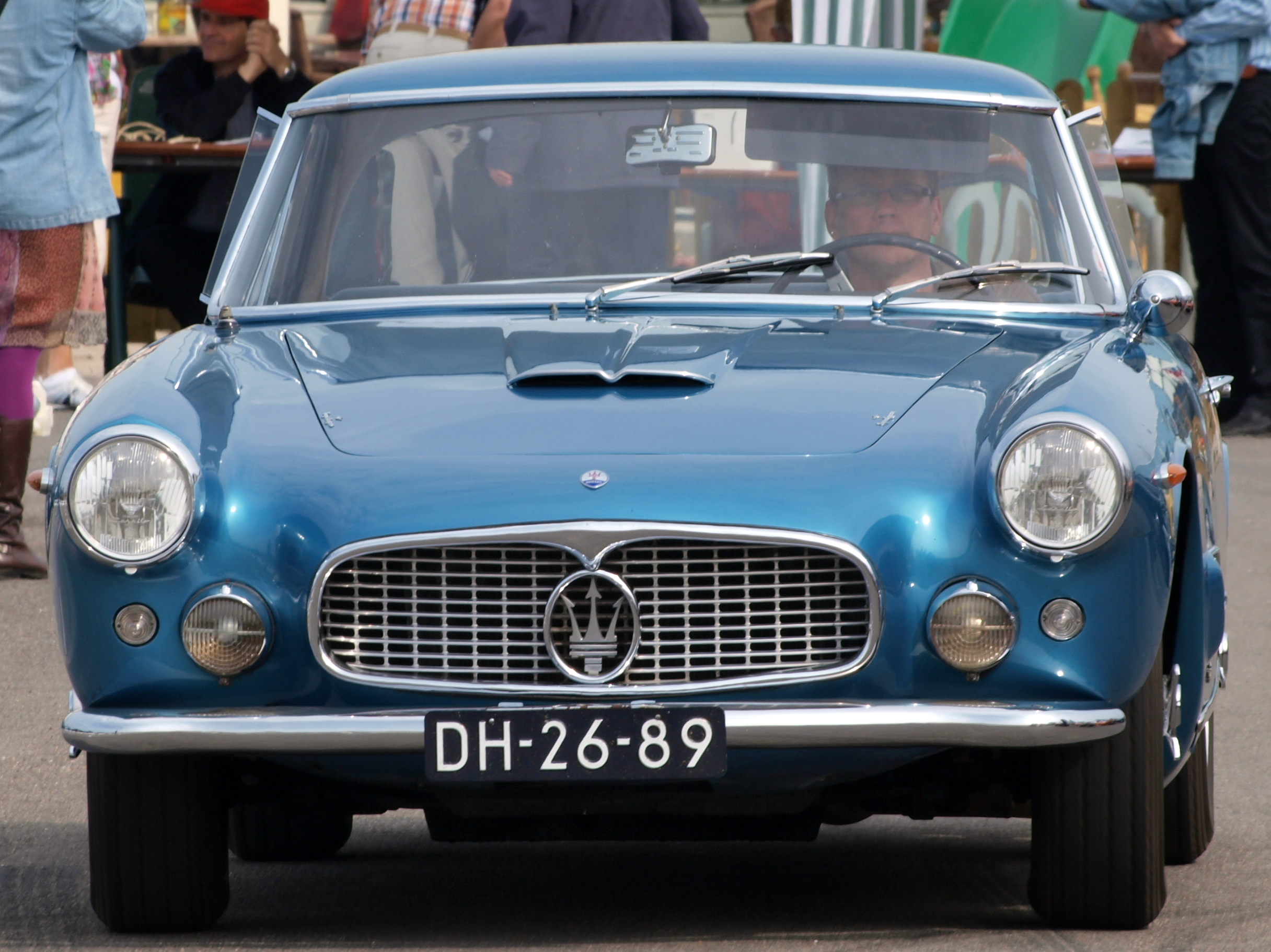
Frontpartie des 3500 GT mit Touring-Karosserie

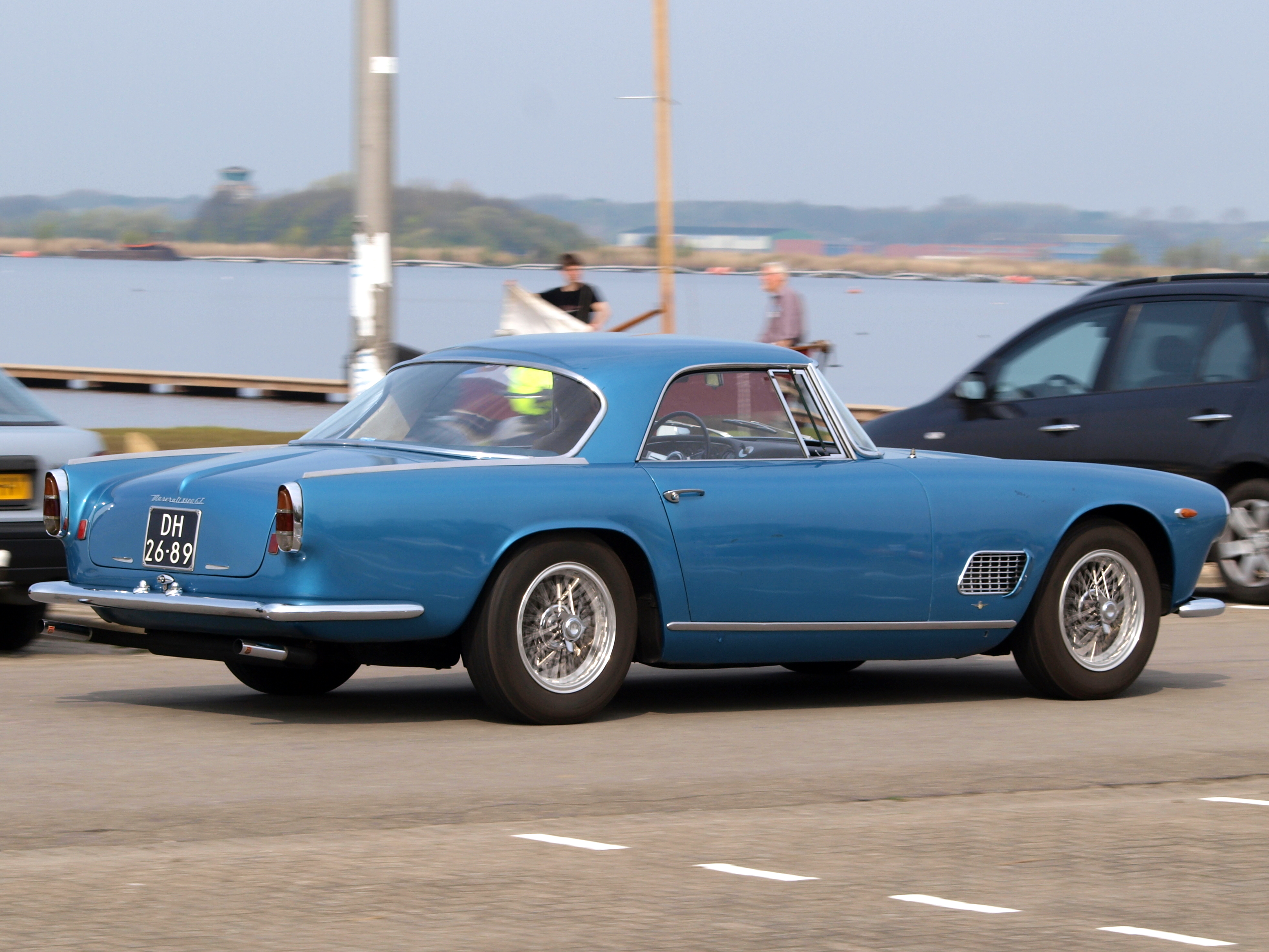
Fließende Linien: Die Touring-Karosserie für den 3500 GT

Der Maserati 3500 GT (später 3500 GTI) war ein vom italienischen Automobilhersteller Maserati von 1957 bis 1966 produzierter Sportwagen der Oberklasse. Mit ihm begann bei Maserati die serienmäßige Herstellung von Straßensportwagen; alle früheren Modelle waren mehr oder weniger wettbewerbstaugliche Einzelstücke gewesen. Vom 3500 GTI wurde 1962 das Coupé Maserati 3500 GTI S abgeleitet, das ab 1965 unter der Bezeichnung Sebring verkauft wurde.

## Entwicklungsgeschichte des Serienmodells
Auf dem Genfer Salon 1957 präsentierte Maserati als Nachfolger des A6 G54 den 3500 GT mit 3,5-Liter-Reihensechszylindermotor mit zwei obenliegenden Nockenwellen. Das Fahrwerk war mit hinterer Blattfeder-Starrachse eher einfach gehalten. Der 3500 GT wurde als Coupé sowie als Spider angeboten.

### Motor
Der Motor des 3500 GT war von dem des Rennsportmodells Tipo 350S abgeleitet. Gehäuse und Zylinderköpfe des Sechszylinder-Reihenmotors waren aus Aluminium mit Laufbuchsen aus Grauguss. Leistung und Nenndrehzahl waren etwas geringer als bei dem Rennsportmotor. Die Nockenwellen wurden statt durch eine Zahnradkaskade über eine Steuerkette angetrieben. Anfänglich bereiteten drei Doppelvergaser von Weber das Gemisch auf; ab 1962 war auch eine Version mit Saugrohreinspritzung von Lucas lieferbar. Die Vergasermotoren leisteten 220 bis 230 PS (162 bis 169 kW); die Leistung der als 3500 GTI bezeichneten Version mit Benzineinspritzung wurde mit 235 PS (173 kW) angegeben. Ein Vorteil der Benzineinspritzung war eine verbesserte Laufkultur und ein erhöhtes Durchzugsvermögen. Der Motor hatte Doppelzündung, also zwei Zündkerzen pro Zylinder mit getrennten Stromkreisen.

### Rahmen und Fahrwerk
Die Karosserie des Maserati 3500 GT ruhte auf einem Rohrrahmen. Die Vorderräder waren einzeln an Doppelquerlenkern aufgehängt und von Schraubenfedern gefedert. Die Aufhängungskomponenten lieferte der britische Spezialist Alford & Alder. Die Hinterachse hingegen war eine Starrachse an Blattfedern. Sie wurde von der Salisbury Wheel Company in Großbritannien bezogen. Vor allem die Hinterachskonstruktion gab in den 1960er-Jahren zu Kritik Anlass; sie wurde als veraltet und wenig komfortabel angesehen.
Die Bremsen kamen von Girling. Zunächst verwendete Maserati Trommelbremsen an allen vier Rädern. Ab 1959 konnten für die Vorderräder wahlweise Scheibenbremsen bestellt werden; ab 1960 wurden sie serienmäßig eingebaut.
Die Kraft übertrug ein manuell geschaltetes Vier- oder (ab 1961) Fünfganggetriebe von ZF, später war wahlweise auch ein automatisches Dreiganggetriebe von BorgWarner lieferbar.

### Karosserie

#### Gran Turismo

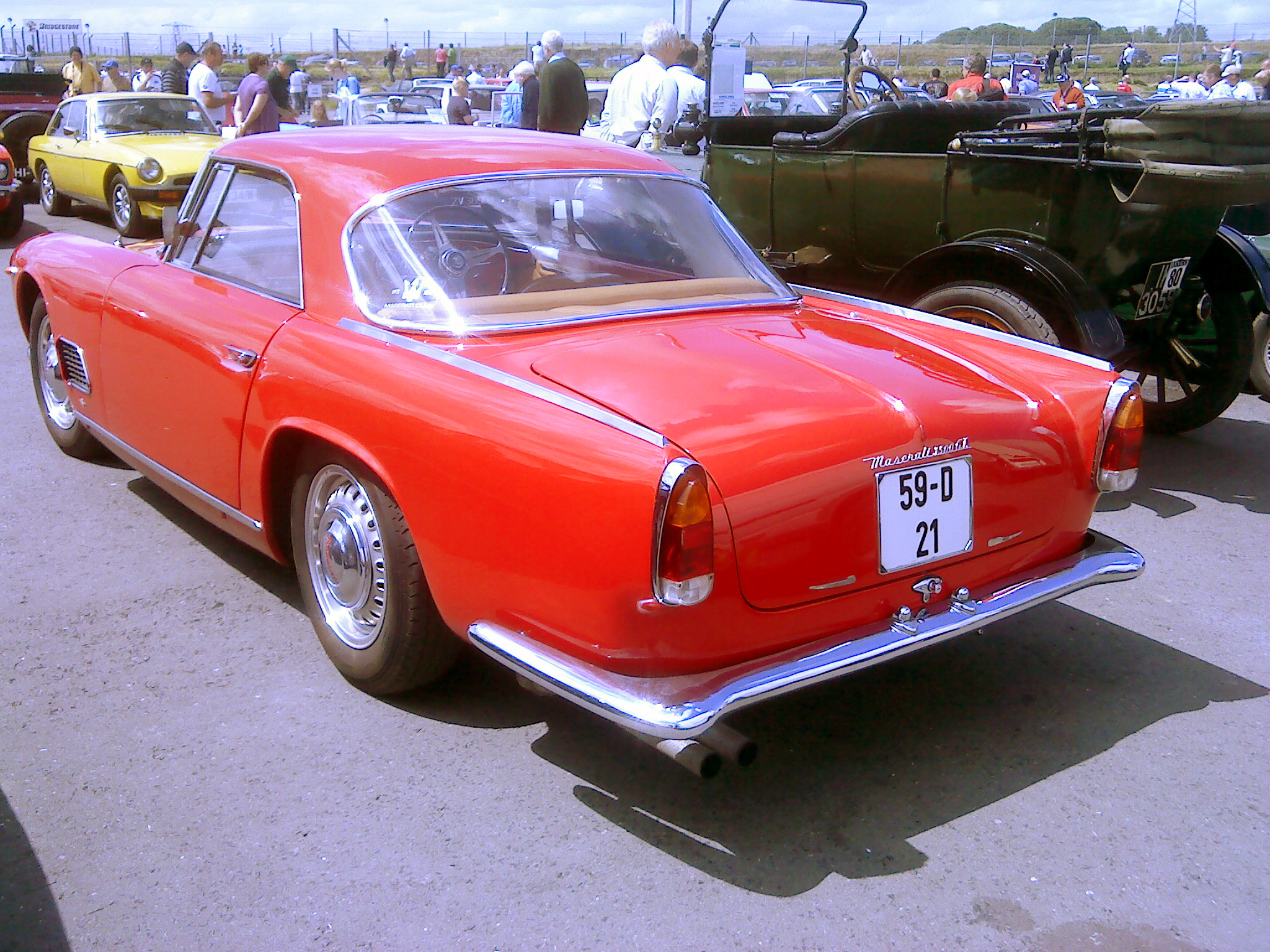
Heckansicht des 3500 GT

Der 3500 GT debütierte 1957 als 2+2-sitziger Gran Turismo. Auf dem Genfer Autosalon im März 1957 präsentierte Maserati nebeneinander zwei unterschiedliche Aufbauten: Ein Stufenheckcoupé mit breiter B-Säule von Allemano und eins von Touring in Mailand. Die Unternehmensleitung entschied sich nach dem Ende der Ausstellung unter Berücksichtigung der Reaktionen potentieller Kunden, den Aufbau der Carrozzeria Touring für die Serienproduktion zu übernehmen, die etwa zur gleichen Zeit auch die Karosserien des Aston Martin DB4 baute.
Tourings Karosserielayout ähnelte im Grundsatz dem des Ford Thunderbird, das nach Maßgabe einiger Quellen als Vorbild gedient haben soll: Die Gürtellinie verlief waagerecht und gestreckt, und die Fahrgastzelle war knapp gehalten und folgte der Trapezform. Die vorderen Kotflügel mündeten in einem großen Rundscheinwerfer. Der tief angeordnete Kühlergrill war vergittert und trug den Trident, das Markenzeichen des Unternehmens. Im Laufe der Jahre gab es einige kleinere Änderungen. So wurde 1961 die Dachlinie geringfügig abgesenkt, und der Kühlergrill wurde verkleinert. Gleichzeitig erhielten die breiten Türen hintere Dreiecksfenster.
Die Produktion des 3500 GT und GTI verlief umwegig. Maserati erstellte zunächst den zentralen Längsträgerrahmen, der zu Touring transportiert wurde. Dort entstand der Aufbau. Touring verfuhr dabei nach der eigenen, patentierten „Superleggera“-Methode: Dünne Aluminiumbleche wurden über einen zuvor mit dem Längsrahmen verbundenen stählernen Formrahmen gezogen. Nach Fertigstellung des Aufbaus wurde das Fahrzeug zurück zu Maserati transportiert, wo Motor, Fahrwerk und Interieur eingebaut wurden.
Außerdem fertigten verschiedene Karosserieherstellern Sonderaufbauten, die allerdings Einzelstücke blieben oder nur sehr geringe Stückzahlen erreichten.

#### Spider

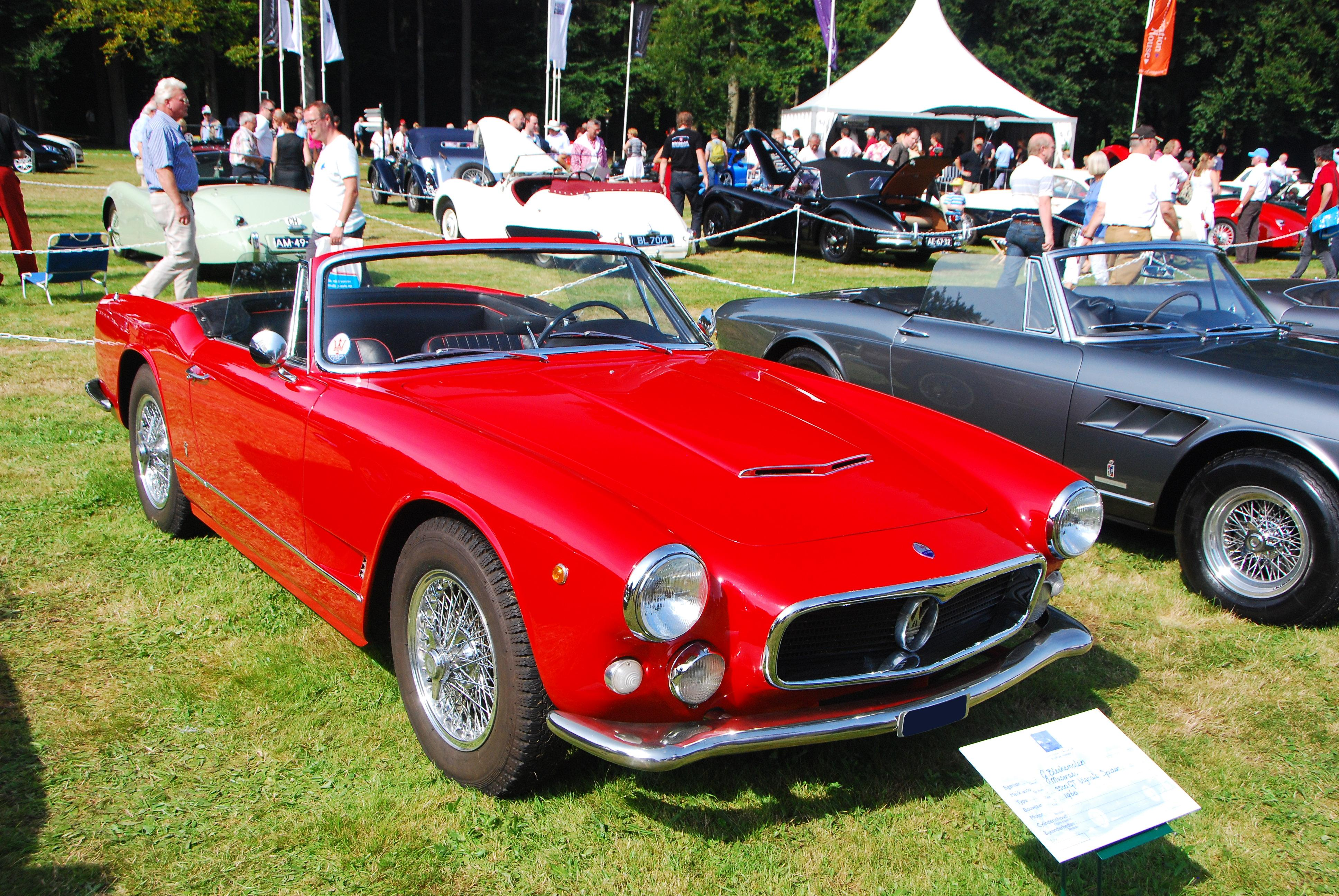
Maserati 3500 GT Spider mit Vignale-Karosserie

Neben dem geschlossenen 3500 GT waren auch offene Versionen des neuen Maserati lieferbar.
Die ersten beiden Cabriolets entstanden 1958 bei Touring. Sie entsprachen – abgesehen vom Dach – weitestgehend den geschlossenen Exemplaren: Der Radstand war unverändert, und die Gürtellinie war waagerecht durchlaufend. Die Touring-Version wurde allerdings nicht in Serie produziert.
Der Auftrag zur Serienproduktion ging stattdessen an die Carrozzeria Vignale. Hier hatte Giovanni Michelotti auf einem um 10 cm verkürzten Fahrgestell eine eigenständige Karosserie entworfen, die über einen auffälligen Hüftschwung über den Hinterrädern verfügte. Anders als im Fall des Gran Turismo, bestand die Karosserie des Spider nicht aus Aluminium, sondern weitgehend aus Stahl. Aluminium wurde lediglich für die Türen, die Motorhaube und den Kofferraumdeckel verwendet.
Vignales Prototyp wurde im März 1959 auf dem Turiner Automobilsalon präsentiert. Ein Jahr später begann die Serienproduktion. Sie dauerte bis 1964 an. In technischer Hinsicht vollzog der Spider die Entwicklungen des geschlossenen Modells ohne zeitliche Verzögerung nach. Dazu gehört auch die Einführung des wahlweise lieferbaren Einspritzmotors, der im Spider allerdings nur selten verwendet wurde.

#### Sonderkarosserien
Neben den Werkskarosserien von Touring bzw. Vignale stellten zahlreiche italienische Karosseriewerke im Kundenauftrag Sonderaufbauten für den 3500 GT bzw. 3500 GTI her:
- Vier Coupés lieferte Allemano (1958 und 1959).
- Bertone gestaltete 1959 ein 2+2-sitziges Coupé mit knapp geschnittener Fahrgastzelle und sehr langem Kofferraum.
- Das Mailänder Karosseriewerk Boneschi baute 1963 zwei geradlinig gestaltete Coupés mit hoher Fahrgastzelle und vorderer Panoramascheibe, die in der Literatur gelegentlich als merkwürdig steif aussehend beschrieben werden.[15][16]
- Pietro Frua gestaltete für die Carrozzeria Italsuisse insgesamt vier Coupés, die als stilistische Vorläufer des Maserati Sebring zu verstehen sind.[17] Bereits 1959 entstand bei Frua als Einzelstück ein Spider, dessen Heckgestaltung an den (ebenfalls von Frua entworfenen) Renault Floride erinnerte.[18]
- Der Turiner Automobil- und Karosseriehersteller Moretti baute 1965 im Kundenauftrag ein Fließheckcoupé auf dem Fahrwerk des 3500 GTI, das die Linien des Iso Grifo zitierte.[19] Die Karosserie gestaltete Dany Brawand für Michelotti.
- Pininfarina entwarf 1963 als Einzelstück einen Spider mit sehr knappem Dachaufbau, der die Linien des Fiat Dino Spider vorwegnahm.[20]

## Der Maserati 3500 GTI S

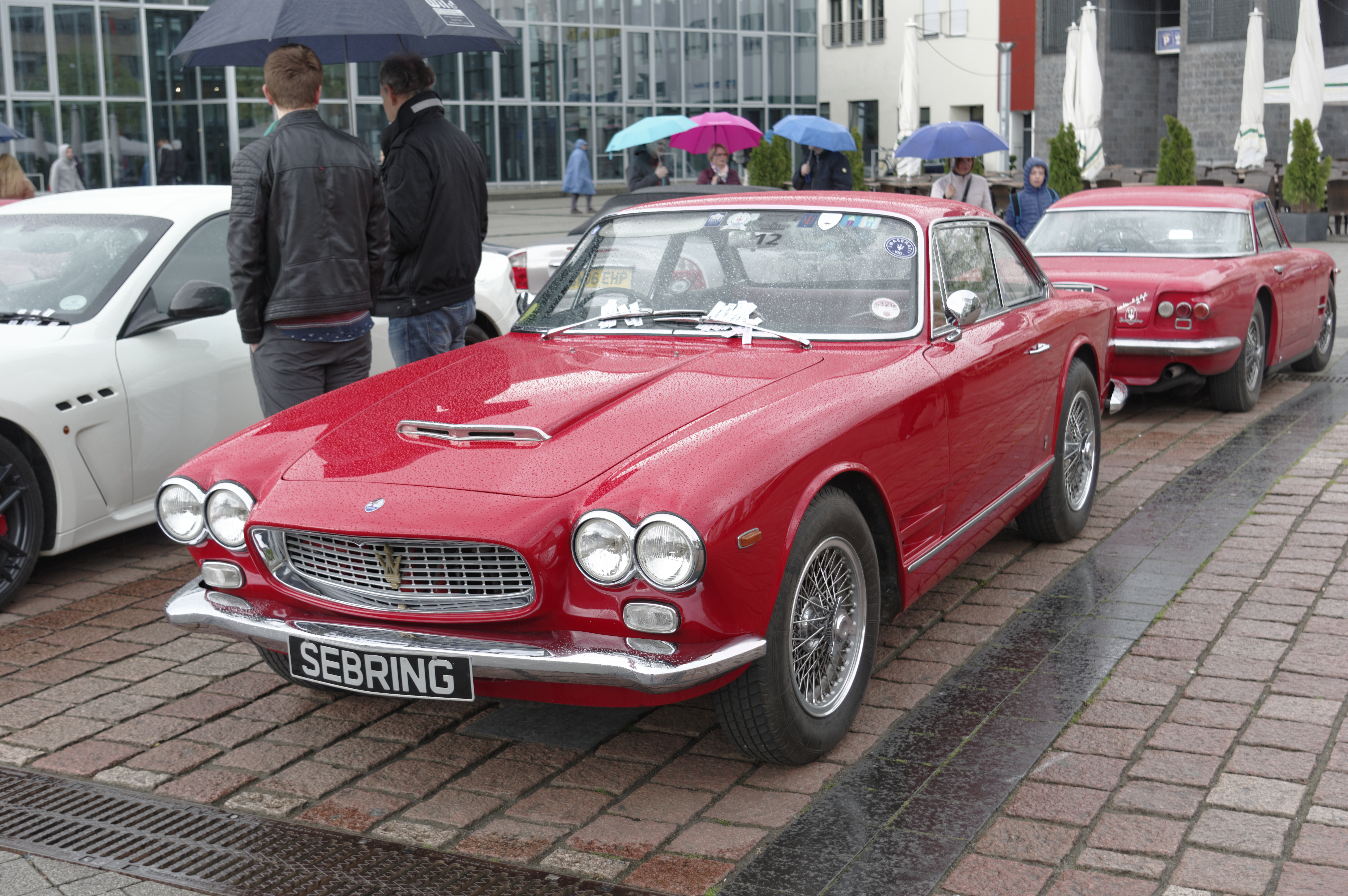
Maserati 3500 GTI S (Sebring)

Auf dem Turiner Salon 1962 zeigte Maserati erstmals den 3500 GTI S, ein 2+2-sitziges Coupé auf dem kürzeren Radstand des 3500 GT-Cabriolets mit Linienführung von Michelotti. Die Technik entsprach dem bisherigen 3500 GTI (Touring), die Karosserie war allerdings gänzlich eigenständig. Ab 1965 erhielt das Fahrzeug die Bezeichnung Maserati Sebring.

## Verbreitung und heutige Marktlage
Von den geschlossenen Modellen 3500 GT und GTI entstanden bis 1964 insgesamt 1972 Exemplare mit Werkskarosserie (Touring); hinzu kommen 245 Vignale Spider.
Als Fahrzeug der Oberklasse fand der 3500 GT zahlreiche Käufer aus Politik, Gesellschaft und Showbusiness. Neben Prinz Rainier III. von Monaco fuhren Tony Curtis, Stewart Granger, Rock Hudson, Dean Martin und Anthony Quinn einen 3500.
Sowohl der 3500 GT als auch der Spider sind heute begehrte Klassiker. Im November 2014 listet Classic Analytics einen Preis von 109.000 Euro für einen gepflegten 3500 GT, 115.000 Euro für einen 3500 GTi (beide mit geschlossener Touring-Karosserie) und 678.000 Euro für einen 3500 GT Spider auf. Für originale oder restaurierte Fahrzeuge werden auch in gepflegtem Zustand deutlich höhere Preise bezahlt. Sie sind damit in ähnlichen Preisbereichen wie der klassische Maserati Ghibli.

## Technische Daten
| Maserati 3500 GT/GTI und Spider      | Maserati 3500 GT/GTI und Spider                                  | Maserati 3500 GT/GTI und Spider                                  | Maserati 3500 GT/GTI und Spider                                  |
| Kenngröße                            | 3500 GT                                                          | 3500 GTI                                                         | Spider Vignale                                                   |
| ------------------------------------ | ---------------------------------------------------------------- | ---------------------------------------------------------------- | ---------------------------------------------------------------- |
| Motor:                               | Sechszylinder Reihenmotor (Viertakt)                             | Sechszylinder Reihenmotor (Viertakt)                             | Sechszylinder Reihenmotor (Viertakt)                             |
| Hubraum:                             | 3485 cm³                                                         | 3485 cm³                                                         | 3485 cm³                                                         |
| Bohrung × Hub:                       | 86 × 100 mm                                                      | 86 × 100 mm                                                      | 86 × 100 mm                                                      |
| Verdichtung:                         | 8,5:1                                                            | 8,5:1                                                            | 8,5:1                                                            |
| Leistung bei 1/min:                  | 162–169 kW (220–230 PS) bei 5500                                 | 173 kW (235 PS) bei 5800                                         | 162 kW (220 PS) bei 5500 GTI: 173 kW (235 PS) bei 5800           |
| Drehmoment bei 1/min:                | 314 Nm bei 4000                                                  | 343 Nm bei 3500                                                  | 314 Nm bei 4000 GTI:343 Nm bei 3500                              |
| Gemischaufbereitung:                 | 3×2 Vergaser Weber ab 1962: indirekte Benzineinspritzung Lucas   | 3×2 Vergaser Weber ab 1962: indirekte Benzineinspritzung Lucas   | 3×2 Vergaser Weber ab 1962: indirekte Benzineinspritzung Lucas   |
| Ventilsteuerung:                     | zwei obenliegende Nockenwellen                                   | zwei obenliegende Nockenwellen                                   | zwei obenliegende Nockenwellen                                   |
| Kühlung:                             | Wasserkühlung                                                    | Wasserkühlung                                                    | Wasserkühlung                                                    |
| Getriebe:                            | manuelles Vierganggetriebe ab 1961: ZF S5-20 Fünfganggetriebe    | manuelles Vierganggetriebe ab 1961: ZF S5-20 Fünfganggetriebe    | manuelles Vierganggetriebe ab 1961: ZF S5-20 Fünfganggetriebe    |
| Radaufhängung vorn:                  | Dreieckslenker Schraubenfedern                                   | Dreieckslenker Schraubenfedern                                   | Dreieckslenker Schraubenfedern                                   |
| Radaufhängung hinten:                | Starrachse Blattfedern                                           | Starrachse Blattfedern                                           | Starrachse Blattfedern                                           |
| Bremsen:                             | vorne und hinten Trommelbremsen auf Wunsch: Scheibenbremsen vorn | vorne und hinten Trommelbremsen auf Wunsch: Scheibenbremsen vorn | vorne und hinten Trommelbremsen auf Wunsch: Scheibenbremsen vorn |
| Karosserie:                          | Aluminium auf Rohrrahmen                                         | Aluminium auf Rohrrahmen                                         | Stahl auf Rohrrahmen                                             |
| Radstand:                            | 2600 mm                                                          | 2600 mm                                                          | 2500 mm                                                          |
| Abmessungen (Länge × Breite × Höhe): | 4760 × 1600 × 1300 mm bis 4780 × 1760 × 1330 mm                  | 4760 × 1600 × 1300 mm bis 4780 × 1760 × 1330 mm                  | 4450 × 1630 × 1310 mm                                            |
| Leergewicht:                         | 1360–1422 kg                                                     | 1360–1422 kg                                                     | 1466 kg                                                          |
| Höchstgeschwindigkeit:               | 235–245 km/h                                                     | 235–245 km/h                                                     | 215–230 km/h                                                     |

## Der 3500 GT im Film
In der amerikanischen Filmkomödie „40 Millionen suchen einen Mann“ aus dem Jahr 1963 fahren Hope Lange und Glenn Ford einen roten Spider mit Touring-Karosserie.